# Studnia w Dziurawej Czubie
Studnia w Dziurawej Czubie (Studnia w Dziurawej Turni) – jaskinia w Dolinie Rybiego Potoku w Tatrach Wysokich. Ma dwa otwory wejściowe znajdujące się w północnej ścianie Dziurawej Czuby opadającej do Doliny za Mnichem, na wysokościach 1930 i 1936 m n.p.m. Długość jaskini wynosi 6 metrów, a jej deniwelacja również 6 metrów.

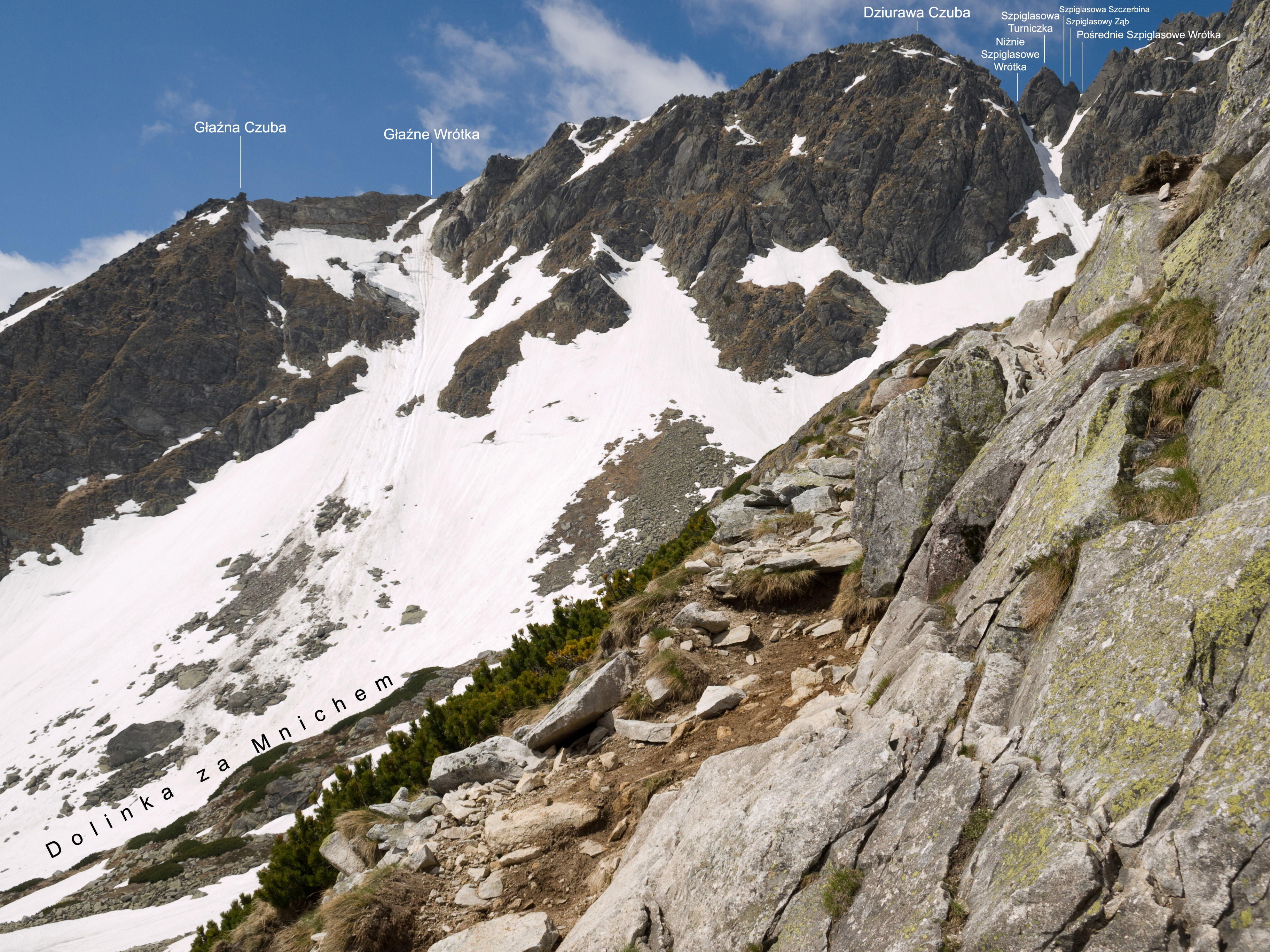
Dziurawa Czuba. Widok z Doliny za Mnichem

## Opis jaskini
Jaskinię stanowi pionowa, trójkątna studnia w ścianie Dziurawej Czuby zaczynająca się w dużym, górnym otworze wejściowym, a kończąca w mniejszym otworze dolnym. W pobliżu otworu górnego znajduje się w niej półka skalna.

## Przyroda
W jaskini nie ma nacieków. Flora i fauna nie była badana.

## Historia odkryć
Jaskinię odkryli w czasie wspinaczki Urszula Gorczyńska i Bernard Uchmański w 1963 roku. Z tej okazji bezimienny dotychczas szczyt nazwali Dziurawą Turnią. Pierwszy plan i opis jaskini sporządzili A. Gajewska i M. Zierhoffer w 2000 roku.